# Fita Bayisa
Fita Bayisa, né le 15 décembre 1972 à Ambo, est un athlète éthiopien spécialiste des courses de fond.

## Carrière
Vainqueur à l'âge de dix-neuf ans des Jeux africains de 1991, il s'illustre lors des Championnats du monde de Tokyo en prenant la deuxième place du 5 000 m en 13 min 16 s 64, derrière le Kényan Yobes Ondieki. En début de saison 1992, Fita Bayisa remporte la médaille de bronze des Championnats du monde de cross-country de Boston. Il établit le 4 juillet 1992 la meilleure performance de l'année sur 10 000 mètres en remportant le Meeting d'Oslo en 27 min 14 s 26. Figurant parmi les favoris des Jeux olympiques de Barcelone, il se classe troisième de la finale, devancé par le Marocain Khalid Skah et le Kényan Richard Chelimo. Sélectionné dans l'équipe d'Afrique lors de la Coupe du monde des nations de La Havane, il remporte l'épreuve du 5 000 mètres en 13 min 41 s 23.
En 1993, il monte sur la troisième marche du podium du 5 000 m des Championnats du monde de Stuttgart avec le temps de 13 min 05 s 40, signant la meilleure performance de sa carrière sur la distance. Il est devancé par le Kényan Ismael Kirui et son compatriote éthiopien Haile Gebreselassie. Finaliste des mondiaux 1995 (8e), 1997 (10e) et 1999 (6e), Fita Bayisa termine au pied du podium des Jeux olympiques de Sydney, en 2000.

## Palmarès
| Année | Compétition                    | Lieu      | Place | Épreuve       |
| ----- | ------------------------------ | --------- | ----- | ------------- |
| 1991  | Championnats du monde          | Tokyo     | 2e    | 5 000 m       |
| 1991  | Jeux africains                 | Le Caire  | 1er   | 5 000 m       |
| 1992  | Championnats du monde de cross | Boston    | 3e    | Cross-country |
| 1992  | Jeux olympiques                | Barcelone | 3e    | 5 000 m       |
| 1992  | Coupe du monde des nations     | La Havane | 1er   | 5 ,000 m      |
| 1993  | Championnats du monde          | Stuttgart | 3e    | 5 000 m       |
| 1993  | Championnats d'Afrique         | Durban    | 3e    | 10 000 m      |
| 1995  | Championnats du monde          | Göteborg  | 8e    | 5 000 m       |
| 1997  | Championnats du monde          | Athènes   | 10e   | 5 000 m       |
| 1997  | Championnats du monde          | Séville   | 6e    | 5 000 m       |
| 2000  | Jeux olympiques                | Sydney    | 4e    | 5 000 m       |

## Records
- 1 500 m - 3 min 35 s 35 (1999)
- 3 000 m - 7 min 35 s 32 (1996)
- 5 000 m - 13 min 05 s 40 (1993)
- 10 000 m - 27 min 14 s 26 (1992)